# (But If a Look Should) April Me
(But If a Look Should) April Me est un ballet de danse contemporaine de la chorégraphe belge Anne Teresa De Keersmaeker, créé en 2002 pour la compagnie Rosas.

## Historique
(But If a Look Should) April Me est une chorégraphie écrite dans le cadre des célébrations du 20e anniversaire de la Compagnie Rosas créée par Anne Teresa De Keersmaeker en 1983. Le titre de l'œuvre fait référence à un vers du poète américain E. E. Cummings signifiant : « (mais si un regard pouvait) m'avriler » ainsi qu'au poème Waste Land de T. S. Eliot. Ce ballet est conçu en partie sur la base du duo Small Hands (Out of the Lie of No) datant de l'année précédente et dansé par De Keersmaeker et Cynthia Loemij. Il est écrit dans sa première partie sur des compositions originales de Thierry De Mey et reprend la musique du ballet Les Noces d'Igor Stravinsky dans sa seconde partie,.
La pièce fut créée à La Monnaie de Bruxelles le 3 avril 2002 et fut présentée dans le monde ensuite.

## Accueil critique
Lors de sa création à Bruxelles, le quotidien Le Soir juge qu'avec l'utilisation de ses motifs et thématiques habituels de « tourbillon, spirale, répétition, relations entre filles et garçons, hommes et femmes », la chorégraphe « livre quelques clins d'œil à ses pièces antérieures, tout en regardant vers un futur ». D'un point de vue de la relation entre la danse et la musique, rapport central des créations de De Keersmaeker, April Me est « sans doute l'un des spectacles les plus variés, les plus représentatifs de toutes ces manières différentes qu'a un chorégraphe d'aborder la musique ». Marie-Christine Vernay dans Libération écrit, quant à elle, être « rest[ée] abasourdi par l'ampleur du travail, la qualité des interprètes, le petit détail qui tue ». Pour L'Humanité, la part importante donnée à l'action théâtrale, dans la première partie, déroute dans un premier temps pour cette œuvre qualifiée de « création de longue haleine, où la danse, d'abord empêchée, se libère au fil d'un désordre d'une rigueur infaillible ».

## Fiche technique
- Chorégraphie : Anne Teresa De Keersmaeker
- Danseurs à la création : Beniamin Boar, Marta Coronado, Alix Eynaudi, Jordi Galí, Fumiyo Ikeda, Cynthia Loemij, Ursula Robb, Taka Shamoto (nl), Igor Shyshko, Clinton Stringer, Julia Sugranyes, Rosalba Torres, Jakub Truszkowski
- Musique : Les Noces d'Igor Stravinsky accompagné de musiques et chansons de Femmes de la plaine du Pô, Parveen Sultana (en), Thierry De Mey, Iannis Xenakis, Gérard Grisey, Serge Rezvani (Le Tourbillon, Mozart, Morton Feldman interprétés en direct par l'Ensemble Ictus dirigé par Georges-Élie Octors
- Scénographie : Jan Verweyveld (décors et lumières)
- Costumes : Inge Büscher
- Son : Alexandre Fostier
- Production : Compagnie Rosas et La Monnaie de Bruxelles avec le Théâtre de la Ville de Paris
- Première : 3 avril 2002 à La Monnaie de Bruxelles
- Représentations : 50[5]
- Durée :